# تایچانگ
تایچانگ (چینی: 泰昌؛ پین‌یین: Táichàng؛ انگلیسی: Taichang) نام پادشاهی جو چانگ‌لو (۲۸ اوت ۱۵۸۲–۲۶ سپتامبر ۱۶۲۰)، چهاردهمین امپراتور دودمان مینگ بود. او بزرگترین فرزند امپراتور وان‌لی بود که پس از مرگ پدر در ۱۶۲۰ جانشین او شد. دوران فرمانروایی تایچانگ طولانی نبود و او ۲۹ روز پس از نشستنش بر تخت در اثر بیماری و مسمومیت دارویی درگذشت و پسرش جو یوجیائو جانشین او شد.

## زندگی‌نامه
جو چانگ‌لو در دهمین سال سلطنت امپراتور وان‌لی زاده شد. مادرش وانگ، یک ندیمهٔ معمولی قصر و در خدمت مادر امپراتور، امپراتریس بیوه لی بود که او را باردار شد. در این هنگام به او عنوان درباری ردهٔ دوم بانو گونگ داده شد. اما چون او از همسران محبوب امپراتور نبود، فرزندش جو چانگ‌لو نیز مورد بی‌توجهی وان‌لی قرار گرفت تا آنجایی که که وقتی چانگ‌لو سرانجام مدرسه رادر سن ۱۳ سالگی که برای یک شاهزادهٔ مینگ زمانی بس دیر محسوب می‌شد آغاز نمود، آموزش‌هایی که برای تربیت یک شاهزاده لازم بود از او دریغ شد.
با وجودی که جو چانگ‌لو بزرگترین پسر امپراتور بود و بر پایهٔ قوانین مینگ باید به عنوان ولیعهد و جانشین او معرفی می‌شد، اما وان‌لی تمایلی به این کار نداشت و می‌خواست فرزند کوچکترش جو چانگ‌شون (چینی: 朱常洵؛ انگلیسی: Zhu Changxun) از همسر محبوبش بانو جنگ (چینی: 鄭貴妃؛ انگلیسی: Lady Zheng) را جانشین خود سازد. این تصمیم وان‌لی به شدت مورد مخالفت گروهی از وزرای او که پایبند تعالیم کنفوسیوس بودند واقع شد و سرانجام با فشارهای مادرش، امپراتریس بیوه مجبور شد تا جو چانگ‌لو را رسماً به عنوان ولیعهد خود اعلام دارد. با این حال در قصر همچنان شایعاتی مبنی بر احتمال به جانشینی رسیدن پسر کوچکتر امپراتور در جریان بود.
در بعد از ظهر ۳۰ مه ۱۶۱۵، مردی به‌نام جانگ چای موفق شد تا تنها با در دست داشتن چماقی از چوب عناب وارد شهر ممنوعه شده و خود را به کاخ سی‌چینگ که ولیعهد در آن ساکن بود برساند و با خواجگان نگهبان قصر درگیر شود. جانگ چای دستگیر، زندانی و مورد بازجویی قرار گرفت. در ابتدا او را دیوانه‌ای پنداشتند ولی با بازجویی‌های بیشتری که توسط دادرس وانگ جی‌تسای انجام گرفت جانگ اعتراف نمود که توسط دو تن از خواجگان قصر که در خدمت بانو جنگ بودند اجیر شده بود تا ولیعهد جو چانگ‌لو را به قتل برساند. از آنجا که شک به بانو جنگ برای ترتیب دادن این توطئه می‌رفت، امپراتور وان‌لی که از ۱۶۰۲ تا آن زمان در هیچ‌کدام از امور اداری دربار دخالت نکرده‌بود خود شخصاً در این مورد مداخله نمود و تمامی گناه را متوجه آن دو خواجه به نام‌های پنگ بائو و لیو چنگ دانست. آنها اعدام شدند و پروندهٔ مرموز این توطئه که به «ماجرای حمله به کاخ»∗ معروف شده بود بسته‌شد.

## دوران کوتاه فرمانروایی و مرگ
امپراتور وان‌لی در ۱۸ اوت ۱۶۲۰ درگذشت و جو چانگ‌لو به جای او بر تخت نشست و عنوان پادشاهی تایچانگ به معنای (کامیابی باشکوه) را برگزید. اقدامات او در نخستین روزهای سلطنتش نوید حکومتی موفق را می‌داد. ۲ میلیون تیل نقره به عنوان هدیه به نگهبانان مرزی پرداخت شده بود و پست‌های مهم دیوانی که به دلیل عدم فعالیت طولانی مدت امپراتور وان‌لی در امر کشورداری خالی مانده‌بودند سرانجام در حال پر شدن بود. همچنین دریافت مالیات زیادی که در زمان امپراتور پیشین بر مردم تحمیل شده بود توسط تایچانگ لغو گردید. اما چند روز بیشتر نگذشت که امپراتور تایچانگ در بستر بیماری افتاد.
بانو جنگ پس از بر تخت نشستن تایچانگ، ۸ خدمتکار زیباروی را به عنوان هدیهٔ تاجگذاری پیشکش امپراتور جدید نموده بود. منابع غیررسمی دلیل بیماری امپراتور را درگیری جنسی بیش از حد او با این زیبارویان ذکر نموده‌اند. درمان‌های انجام گرفته تأثیری در بهبود حال امپراتور نداشته و وضعیت او را بحرانی‌تر ساخته بود.
در ۲۵ سپتامبر ۱۶۲۰، هیأتی ۱۳ نفره از مقامات ردهٔ بالا بر بالین امپراتور جمع شدند. به امپراتور گفته شده‌بود که با خوردن «قرص قرمز» ی که در اختیار دستیار وزیر تشریفات به‌نام لی که‌جو قرار داشت می‌تواند سلامتی خود را بازیابد و او درحضور این مقامات طالب این قرص شد.
پس از خوردن این قرص بهبودی در حال امپراتور پدید آمد و لی که‌جو مورد تشویق تایچانگ قرار گرفت. دومین قرص در بعد از ظهر همان روز خورده شد و درباریان در صبح ۲۶ سپتامبر ۱۶۲۰ با پیکر بی‌جان امپراتور مواجه شدند. مرگ مرموز تایچانگ سبب شد تا شایعاتی مبنی بر به قتل رسیدن امپراتور با توطئهٔ بانو جنگ منتشر شود و دومین پروندهٔ رازآلود دهه‌های پایانی دودمان مینگ با نام «ماجرای قرص‌های قرمز» شکل گیرد.
با مرگ امپراتور تایچانگ پسرش جو یوجیائو با عنوان امپراتور تیانچی بر تخت سلطنت نشست و لی که‌جو با فرمان خواجهٔ اعظم وی جونگ‌شیان که زمام قدرت را در دست گرفته بود به مناطق مرزی تبعید شد.